# Relikvija Svete Krvi
Relikvija Svete Krvi je srednjeveška relikvija, ki naj bi vsebovala nekaj krvi Jezusa Kristusa. Drugačna je kot relikvija Predragocene Krvi, ki jo hranijo v Franciji.
Relikvijo je jeruzalemski latinski patriarh Robert iz Nantesa leta 1247 poslal angleškemu Henriku III., kjer je bila nato shranjena v cerkvi Svetega groba v Londonu v Westminstrski opatiji. Henry je relikvijo promoviral kot središče romanj, vendar se ni izkazala za priljubljeno.